# Resurs DK
Resurs-DK1은 러시아가 제작한 상업용 지구관측위성이다. 최대 해상도는 0.9 m이다.
이 사업은 NTs OMZ (Russian Research Center for Earth Operative Monitoring)에서 주관하였다.

## 같이 보기
- 페르소나 위성